# اللون التعاقبي مع الذاكرة

البلاد الملونة بالبرتقالي هي التي تستعمل نظام سيكام

نظام اللون التعاقبي مع الذاكرة (بالفرنسية: Séquentiel couleur à mémoire)‏، اختصارًا (SECAM)، ويُقرأ سيكام ، وهو نظام ترميز للألوان في التلفزيون اُستُعمل أول مرة في فرنسا.
هذا النظام طوّره فريق عمل في الشركة الفرنسية للتلفزة (Compagnie Française de Télévision) يقودهم هنري دي فرانس.
يعد نظام سيكام أول أنظمة البث التلفزيوني الملون في أوروبا.